# Elzear Torreggiani
Elzear Torreggiani OFMCap, Taufname Aloysius (* 28. Mai 1830 in Porto Recanati, Kirchenstaat; † 28. Januar 1904 in Armidale, Australien) war ein römisch-katholischer Ordensgeistlicher und Bischof von Armidale.

## Leben
Aloysius Torreggiani wurde am 28. Mai 1830 in Porto Recanati im heutigen Italien geboren. Er trat in die Ordensgemeinschaft der Kapuziner ein, wo er den Ordensnamen Elzeario erhielt, und empfing am 23. Mai 1853 durch den Bischof von Ancona und Numana, Antonio Benedetto Antonucci, das Sakrament der Priesterweihe. Nach seiner Ausbildung wirkte er als Missionar in England und Wales, unter anderem in Peckham und Pontypool.
Am 4. Februar 1879 wurde Elzear Torreggiani als Nachfolger von Thomas Timothy O’Mahony zum zweiten Bischof der 1869 gegründeten Diözese Armidale in Australien ernannt. Die Bischofsweihe spendete ihm am 25. März 1879 in Peckham der Bischof von Southwark, James Danell; Mitkonsekratoren waren der Weihbischof in Westminster, William Weathers sowie der Weihbischof in Newport und Menevia, John Edward Cuthbert OSB.
Elzear Torreggiani starb am 28. Januar 1904 im Alter von 73 Jahren in seiner Bischofsstadt an den Folgen einer Lungenembolie.